# Puff Bar
Puff Bar er et mærke af en e-cigaret. Det er en engangs e-cigaret, der kan fås med nikotin og uden nikotin. De kan indeholde større mængder nikotin end en cigaret. Al salg af e-cigaretter med smag af andet end tobak og mentol blev ulovligt i Danmark den 1. april 2022.
I Tyskland og Sverige sælges de helt lovligt med andre smage end tobak og mentol.